# Michel Kaltak
Michel Kaltak (12 de noviembre de 1990) es un futbolista vanuatuense que juega como mediocampista en el Erakor Golden Star.

## Carrera
Debutó en 2008 en el Erakor Golden Star, y luego de demostrar un gran nivel durante tres años, en 2011 el Hekari United lo fichó. En 2012 regresó a su país natal para jugar en el Tafea FC, aunque en 2013 firmó con el Erakor Golden Star.

### Clubes
| Club                        | País               | Año             |
| --------------------------- | ------------------ | --------------- |
| Erakor Golden Star          | Vanuatu            | 2008 - 2011     |
| Hekari United Football Club | Papúa Nueva Guinea | 2011 - 2012     |
| Tafea Football Club         | Vanuatu            | 2012            |
| Erakor Golden Star          | Vanuatu            | 2013 - Presente |

### Selección nacional
Jugó 10 partidos en representación de Vanuatu en los que convirtió 1 gol.